# Comté de Bexar
Le comté de Bexar, en anglais : Bexar County, est un comté situé au sud de la partie centrale de l'État du Texas aux États-Unis. Fondé le 27 octobre 1731, en tant que municipalité de la Nouvelle-Espagne, sous le nom de San Fernando de Bexar, il devient un district du Mexique, le 31 mai 1824, puis un comté de la république du Texas, le 17 mars 1836. Le siège de comté est la ville de San Antonio. Selon le recensement des États-Unis de 2020, sa population est de 2 009 324 habitants, ce qui en fait le 16e comté le plus peuplé des États-Unis et le 4e au Texas. Il a une superficie de 3 253 km2. La mission Alamo à San Antonio, où a lieu le siège de Fort Alamo, le 23 février 1836, est un site situé dans le comté et inscrit au patrimoine mondial de l'UNESCO.

## Organisation du comté

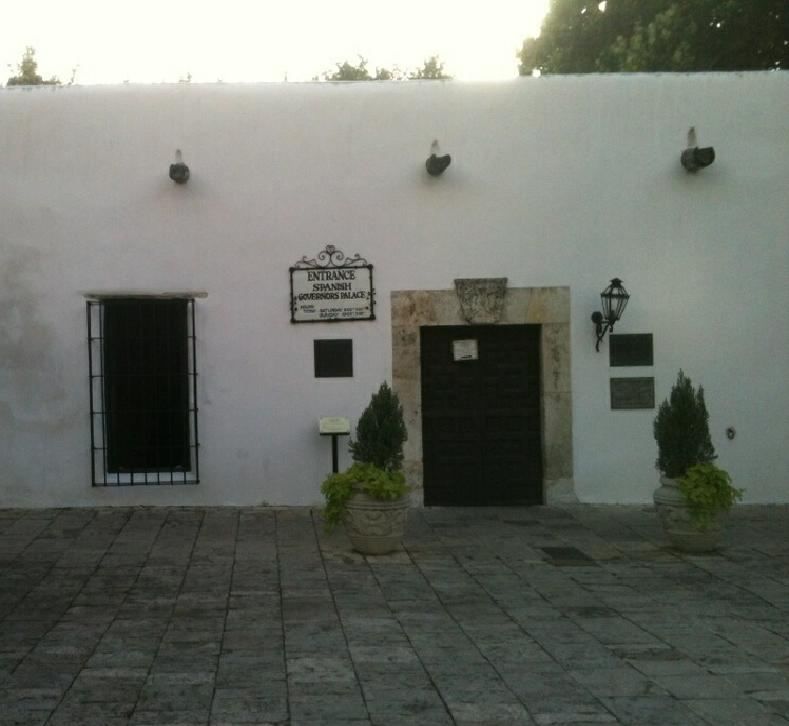
L'extérieur du palais du Gouverneur militaire espagnol à San Antonio, siège du Presidio San Antonio de Bexar.

Le 27 octobre 1731, la ville de San Fernando de Bexar est créée par la Nouvelle-Espagne. La ville est baptisée en référence au Presidio San Antonio de Béxar, actuelle ville de San Antonio. Le 31 mai 1824, il devient un district de l'État de Coahuila au Mexique. Le 17 mars 1836, il devient un comté de la république du Texas. Après plusieurs réorganisations foncières, le comté de Bexar est intégré au nouvel État du Texas, le 19 décembre 1845.

## Géographie

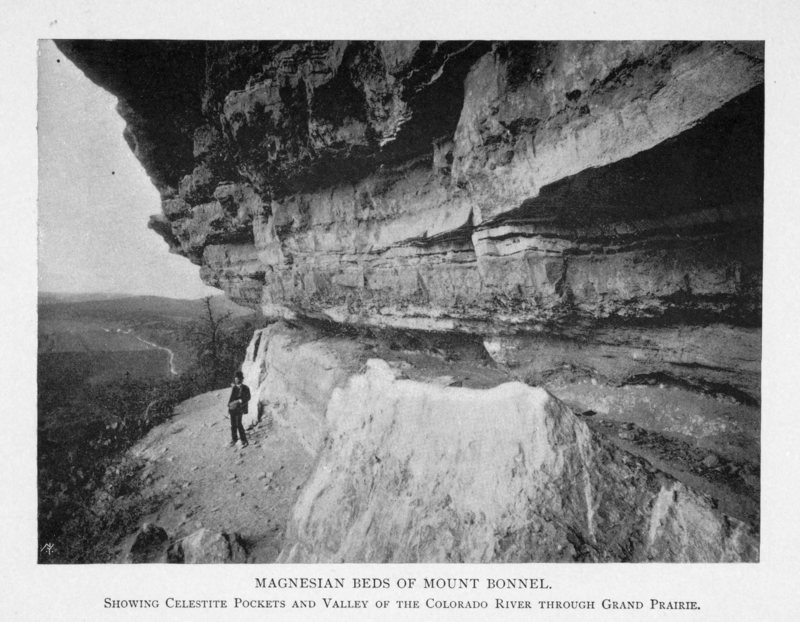
L'escarpement de Balcones au mont Bonnell à proximité du lac Austin.

Le comté de Bexar est localisé au sud de la partie centrale du Texas, aux États-Unis,.
Il est situé sur l'escarpement de Balcones, une zone de faille du Texas qui divise le comté de l'ouest au nord-est. Les collines rocheuses, les sources et les canyons du Texas Hill Country se situent au nord de l'escarpement. Au sud de l'escarpement se trouvent les prairies de Blackland et les plaines du Sud du Texas.
La rivière San Antonio prend sa source au nord du centre-ville de San Antonio et coule vers le sud et le sud-est à travers le comté. Celui-ci a une superficie totale de 3 253 km2, composée de 3 211 km2 de terres et de 42 km2 de zones aquatiques.
Les températures moyennes varient de 3,8 °C à 16,6 °C en janvier, et de 22,8 °C à 35,5 °C en juillet. Les précipitations moyennes sont de 787,4 mm par an.

## Comtés adjacents
| Comté de Bandera | Comté de Kendall, Comté de Comal | Comté de Guadalupe |
| Comté de Medina  | comté de Bexar                   | Comté de Clay      |
|                  | Comté d'Atascosa                 | Comté de Wilson    |

## Axes principaux

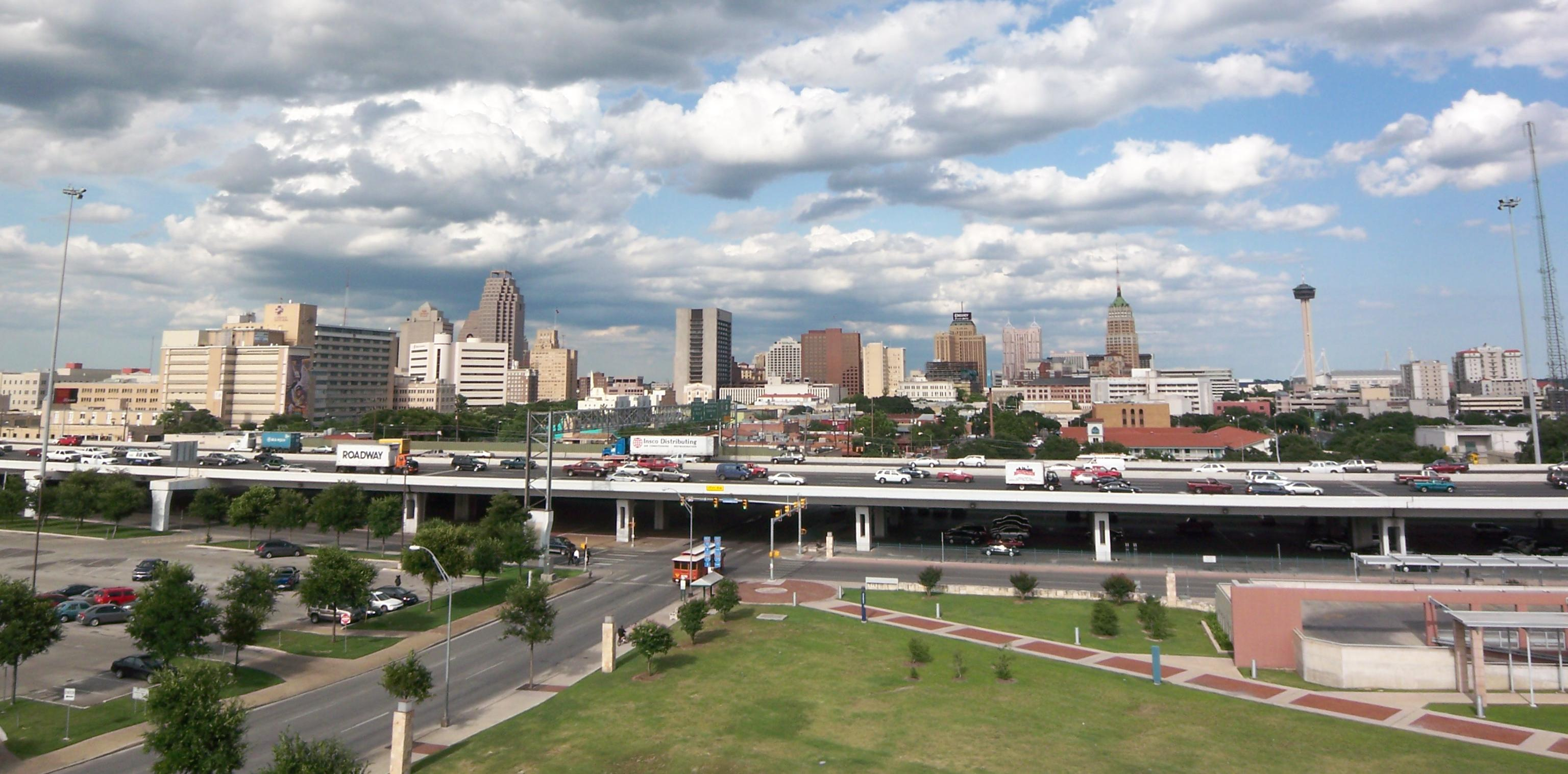
Nœud routier à San Antonio.

- Interstate 10
- Interstate 35
- Interstate 37
- Interstate 410
- U.S. Route 87
- U.S. Route 90
- U.S. Route 181
- U.S. Route 281
- Autoroute d’État 16 (en)
- Autoroute d’État 1604 (en)

## Démographie

Pyramide des âges du comté de Bexar (2000).

Lors du recensement de 2010, le comté comptait une population de 1 714 773 habitants. Elle est estimée, en 2017, à 1 958 578 habitants,.
| Groupes           | Comté de Bexar | Texas | États-Unis |
| ----------------- | -------------- | ----- | ---------- |
| Blancs            | 72,9           | 70,4  | 72,4       |
| Autres            | 12,8           | 10,6  | 6,4        |
| Afro-Américains   | 7,5            | 11,9  | 12,6       |
| Métis             | 3,5            | 2,5   | 2,7        |
| Asiatiques        | 2,4            | 3,8   | 4,8        |
| Amérindiens       | 0,8            | 0,7   | 0,9        |
| Total             | 100            | 100   | 100        |
|                   |                |       |            |
| Latino-Américains | 58,7           | 37,6  | 16,7       |

Selon l'American Community Survey, pour la période 2011-2015, 59,13 % de la population âgée de plus de 5 ans déclare parler anglais à la maison, alors que 37,10 % déclare parler l’espagnol et 3,75 % une autre langue.

### Source de la traduction
- (en) Cet article est partiellement ou en totalité issu de l’article de Wikipédia en anglais intitulé « Bexar County, Texas » (voir la liste des auteurs).